# Belgrandiella fontinalis
Belgrandiella fontinalis е вид охлюв от семейство Hydrobiidae. Видът не е застрашен от изчезване.

## Разпространение и местообитание
Разпространен е в Словения и Хърватия.
Обитава сладководни басейни, реки и потоци.